# Králický Sněžník (gebergte)

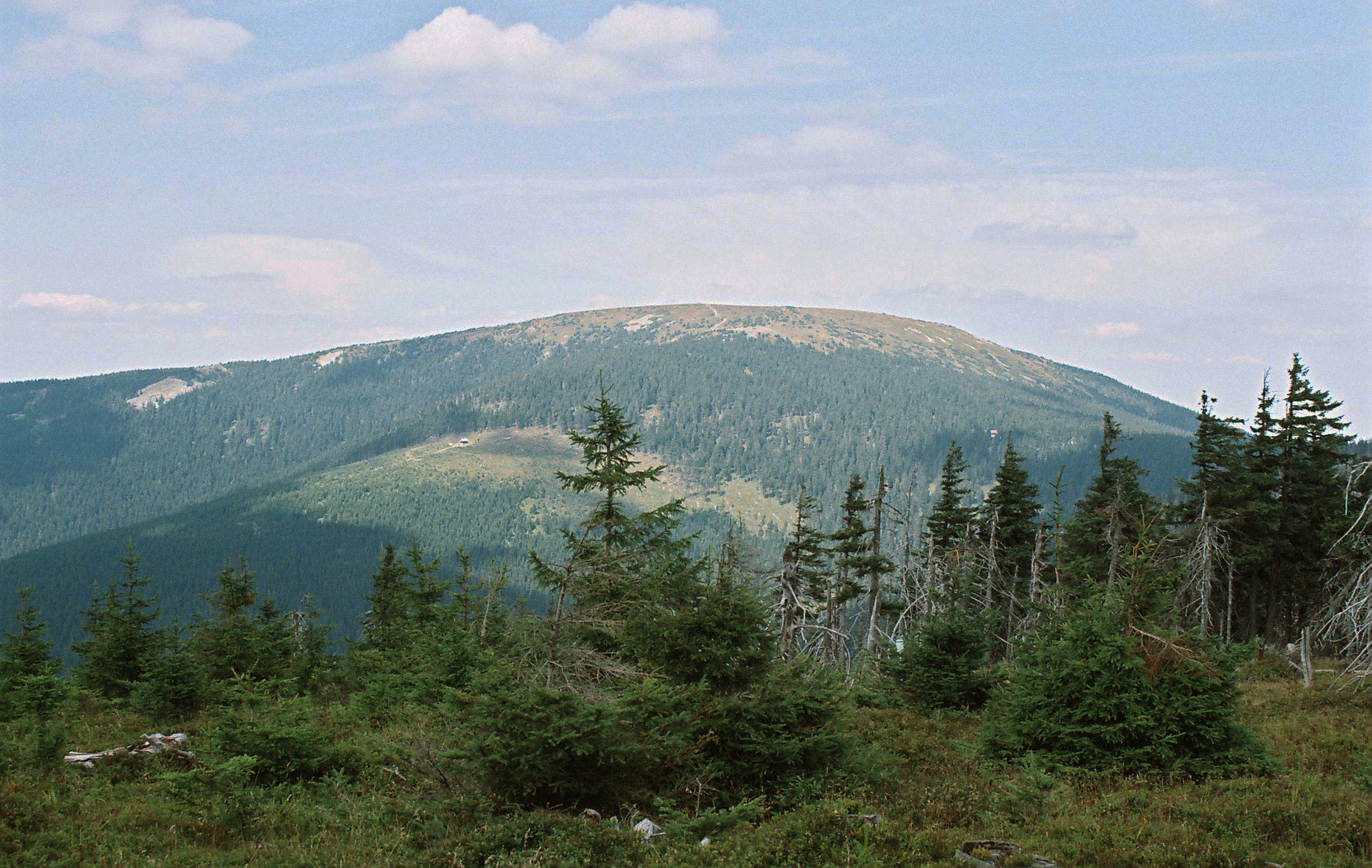
Králický Sněžník

Králický Sněžník (Tsjechisch, ook wel Masiv Králického Sněžníku, Pools: Masyw Śnieżnika, Duits: Glatzer Schneegebirge) is een deelgebergte van de oostelijke Sudeten op de grens van Tsjechië en Polen. De hoogste berg van het massief is de gelijknamige Králický Sněžník met een hoogte van 1.425 meter. In het gebergte ontspringen rivieren die naar drie verschillende zeeën stromen. De Morava, die via de Donau naar de Zwarte Zee stroomt, ontspringt hier. Naar de Noordzee stroomt water wat in de Králický Sněžník ontspringt via een aantal kleinere rivieren en de Elbe. Ten slotte stroomt de Nysa Kłodzka via de Oder naar de Oostzee.